# Безумства Зигфелда
Безумства Зи́гфелда (англ. Ziegfeld Follies) — серия театральных постановок на Бродвее в Нью-Йорке, которые ставились с 1907 по 1931 год. С 1932 по 1936 год также выходила радиопередача под названием «Безумства Зигфелда в эфире».

## История

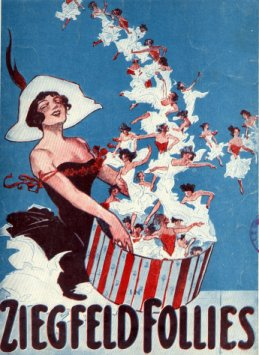
Афиша шоу 1912 года

Автором постановок является знаменитый американский конферансье Флоренз Зигфелд, который, вдохновившись парижским варьете Фоли-Бержер, решил, по совету своей гражданской супруги Анны Хелд, создать нечто подобное и в Соединённых Штатах. Шоу ставилось во многих театрах Нью-Йорка, но наибольшее количество их показов прошло в театре «Новый Амстердам».
«Безумства Зигфелда» были очень красочным ревю, нечто средним между поздними бродвейскими шоу и более сложными водевилями и варьете высшего класса. В этих постановках появились многие знаменитые артисты той эпохи, среди которых У. К. Филдс, Эдди Кантор, Фанни Брайс, Энн Пэннингтон[en], Берт Уильямс, Уилл Роджерс, Рут Эттинг, Рэй Болджер, Хелен Морган, Мэрилин Миллер, Эд Уин, Гилда Грей, Нора Бэйс и Софи Такер. За многими артистками, участвовавшими в шоу, такими как Ив Арден, Джоан Блонделл, Луиза Брукс, Полетт Годдар, Мэрион Дэвис, Бесси Лав, Барбара Стэнвик, Франсис Ли, Лиллиан Лоррейн и Олив Томас, закрепилось прозвище «Девушки Зигфелда». Все они появлялись перед публикой в шикарных пышных костюмах, которые моделировали такие знаменитые кутюрье того времени, как Эрте и Леди Дафф Гордон.
После смерти Зигфелда в 1932 году, его вдова Билли Берк получила право на продолжение использования его имени в шоу, которым она воспользовалась только дважды — в 1934 и в 1936 году (сценарий для этих постановок написал писатель-сатирик Давид Фридман). Его имя также использовали и другие конферансье США, ставив подобные шоу в Нью-Йорке и Филадельфии, но имевшими мало общего с первоначальной задумкой Зигфелда и в итоге провалившимися, несмотря на многочисленные усилия.
В 1936 году на киноэкраны вышел фильм «Великий Зигфелд», удостоенный премии «Оскар» в номинации лучший фильм года. Картина рассказывала о жизни знаменитого конферансье и о его знаменитом шоу. Главные роли в там сыграли Уильям Пауэлл, Мирна Лой, Луиза Райнер, а также Фанни Брайс, Рэй Болджер и Харриет Хоктор[en], сыгравшие в фильме самих себя.
В 1946 году вышел ещё один фильм, повествующий о шоу Зигфелда, который, как и его шоу получил название «Безумства Зигфелда». Главные роли там сыграли Фред Астер, Джуди Гарленд, Люсиль Болл, Джин Келли, Лина Хорн, Кэтрин Грэйсон и другие звёзды Голливуда.
Последней «Девушкой Зигфелда», дожившей до наших дней, была Дорис Итон Трэвис, скончавшаяся в мае 2010 года в возрасте 106 лет.